# Kōichi Yamadera

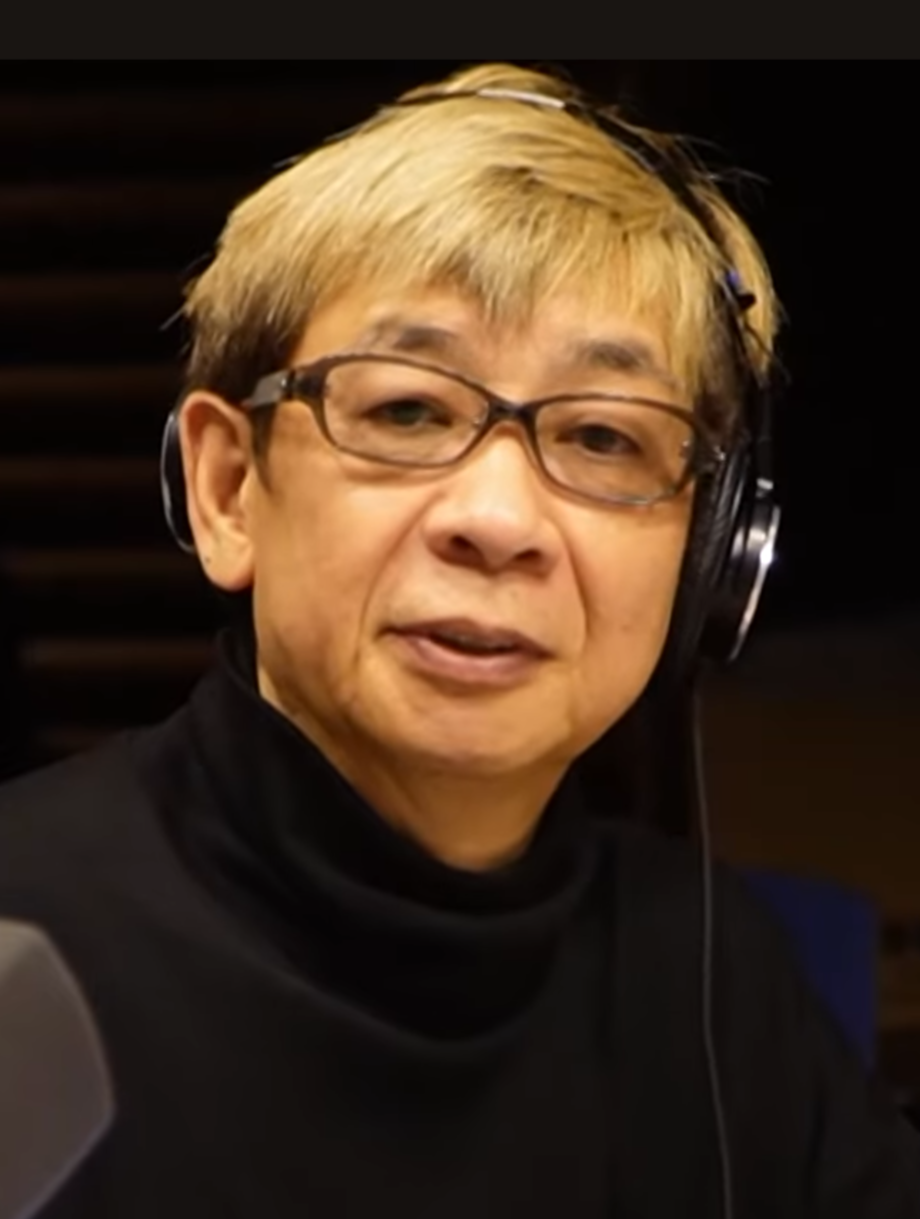
Kōichi Yamadera

Kōichi Yamadera (jap. 山寺 宏一, Yamadera Kōichi; * 17. Juni 1961 in Shiogama, Präfektur Miyagi, Japan), Spitznamen Yama-chan (山ちゃん) und Bazooka Yamadera, ist ein japanischer Synchronsprecher (jap. Seiyū) und Schauspieler, Erzähler und Entertainer.

## Leben und Karriere
Yamadera absolvierte ein Studium der Wirtschaftswissenschaften in der Tōhoku-Gakuin-Universität, einer privaten Universität in Aoba-ku, Sendai. Bevor er sich einen Namen als Schauspieler und Synchronsprecher machte, war er Manager des Tagajō Senior Highschool Basketballteams. Den Radiozuhörern war er ein Begriff als Bazooka Yamadera. Weitere Bekanntheit erlangte er durch seine Rollen in den Anime-Filmen Ninja Scroll (als Jūbei Kibagami), Cowboy Bebop (als Spike Spiegel), Ghost in the Shell (als Togusa), Neon Genesis Evangelion (als Kaji Ryōji), Anpanman (als Cheese) sowie Ranma ½ (als Ryōga Hibiki). Auch sprach er unterschiedliche kleinere Rollen in den Pokémon–Filmen. Er war japanischer Synchronsprecher von Sheriff Woody im Film Toy Story. Wegen seines großen Stimmumfangs wurde er wiederholt auch als der Mann, der sieben Stimmen aus dem Hut zaubern kann („Voice of Seven colors hat“), bezeichnet. Oft spielt er Figuren, die cool, heroisch aber auch komödiantisch sind. Als sein Kollege Kei Tomiyama 1995 verstarb, übernahm er einen Großteil dessen laufender Rollen, darunter die von Donald Duck, Biest in Die Schöne und das Biest, Dschinni in Aladdin, Mushu in Mulan, Stitch in Lilo & Stitch und Sebastian in Arielle, die Meerjungfrau.
In den japanischen Sprachversionen ihrer Filme fungiert Yamadera als Stimme von Will Smith, Jim Carrey und Eddie Murphy. Daneben hat er auch schon Stephen Chow, Robin Williams, Brad Pitt und Jean-Claude Van Damme seine Stimme geliehen. Auch trat er in der japanischen Variante von Let’s Dance an der Seite der Tänzerin Hisako Ōshima auf.

## Ehen
1993 heiratete er die Synchronsprecherin Mika Kanai, von der er sich 2006 wieder scheiden ließ. Seit dem 17. Juni 2012 ist er mit der Synchronsprecherin Rie Tanaka verheiratet.

## Auszeichnung
Für seine Arbeiten als Synchronsprecher in Animefilmen wurde er bei der dritten Verleihung der „Seiyu Awards“ mit dem „Kei Tomiyama Award“ geehrt.

## Filmografie
| - Allison to Lillia (Carr Benedict) - Bosco Adventure (Otter) - City Hunter: Good-bye My Sweetheart (Professor Takeaki Mutō) - Cowboy Bebop (Spike Spiegel) - Dā! Dā! Dā! (Yuzuhiko) - Detektiv Conan (Kyōsuke Haga (#385–387), Masateru Hira (#449)) - Die Macht des Zaubersteins (Ayerton) - Dragonball Z (Tenshinhan (#82 , #84)) - Fist of the Blue Sky (Kenshirō Kasumi) - Fullmetal Alchemist(2009) (Isaac McDougall(#1)) - Ghost in the Shell: Stand Alone Complex (Togusa, Aoi(warai otoko)) - Ghost in the Shell: Stand Alone Complex 2nd GIG (Togusa) - Hajime no Ippo - Champion Road (Kazuki Sanada) - Honey and Clover (Rōmaiya-senpai) - Kaiketsu Zorori (Zorori) - Lupin Sansei (Inspector Zenigata) - Madō King Granzort (Shaman) - Mermaid Saga (Yuta) - Michiko to Hatchin (Daniela (#11)) - Neon Genesis Evangelion (Kaji Ryōji) - Oh! Edo Rocket (Ginjirō) - Pocket Monsters (Kamonegi) - Ranma ½ (Ryoga Hibiki) - Samurai Champloo (Nagamichi) - Sonic Soldier Borgman (Dust Jead, Thunder) - Soreike! Anpanman (Cheese) - Space Pirate Captain Herlock (Captain Harlock) - Spirit Hero Wataru (Kurama Wataribe) - Spirit Hero Wataru 2 (Kurama Wataribe) - Stitch! (Stitch, Yūna's father (episode 1)) - Super Zugan (Shintarō Oda) - Time Trouble Tondekeman! (Tutankhamun (episode 4)) - Tsuribaka Nisshi (Densuke Hamasaki) - Xenosaga: The Animation (Gaignun Kukai, Albedo Piazzolla) - Yatterman (2008) (Narrator (Yama-chan), Yatter-Mechas, Odatebuta) - Ariel (Demonova) - Compiler (Nachi Igarashi) - Ghost in the Shell: S.A.C. Solid State Society (Togusa) - Goddamn (Gen Todoroki) - Guyver (Zerebuth) - Harlock Saga: Nibelung no Yubiwa (Harlock, Tochirō) - Kakugo no Susume (Kakugo Hagakure) - Megazone 23 (Shinji Nakagawa) - Megazone 23 Part III (Shion) - Mermaid's Forest (Yūta) - Mermaid's Scar (Yūta) - Nineteen19 (Kazuya Kawara) - Oz (Ordis Nate) - Photon (Papacharino Nanadan) - Queen Emeraldas (Tochirō Ōyama) - Saiyuki (Sha Gojyo) - Shamanic Princess (Kagetsu) - Shiawase no Katachi (Koitsu) - The Hakkenden (Dōsetsu Inuyama) - The Hakkenden – Shinshō (Dōsetsu Inuyama) - Wild 7 (Happyaku) - Vampire Hunter (Zabel Zarock) Web-Anime - Bakumatsu Kikansetsu: Irohanihoheto (Sakamoto Ryōma) - Megumi (Shigeru Yokota) - Dragon Ball Super: Beerus - Anpanman Kinofilme (Cheese) - Soreike! Anpanman: Soratobu Ehon to Garasu no Kutsu - Soreike! Anpanman: Baikinman no Gyakushū - Soreike! Anpanman: Dokin-chan no Dokidoki Calendar - Soreike! Anpanman: Minna Atsumare! Anpanman World Komusubiman to Omatsuri Robot - Soreike! Anpanman: Lyrical Magical Mahō no Gakkō - Soreike! Anpanman: Yūreisen wo Yattsukero!! - Soreike! Anpanman: Yūreisen wo Yattsukero!! - Soreike! Anpanman: Niji no Piramido - Soreike! Anpanman: Tenohira wo Taiyō ni - Soreike! Anpanman: Ningyo Hime no Namida - Soreike! Anpanman: Gomira no Hoshi - Soreike! Anpanman: Yūki no Hana ga Hiraku toki - Soreike! Anpanman: Rubie no Negai - Soreike! Anpanman: Yumeneko no Kuni no Nyanii - Soreike! Anpanman: Kuroyukihime to motemote Baikinman | - - Soreike! Anpanman: Happy no Daibōken - Soreike! Anpanman: Inochi no Hoshi no Dolly - Soreike! Anpanman: Kokin-chan to Aoi Namida - Soreike! Anpanman: Horrorman to Hora♥Horako - Soreike! Anpanman: Shabondama no Purun - Soreike! Anpanman: Yōsei Rinrin no Himitsu - Dragonball Z: Kampf der Götter: Beerus - Appleseed: Ex Machina (Briareos Hecatonecles) - Arashi no Yoru ni (Barry) - Cowboy Bebop: Knockin' on Heaven's Door (Spike Spiegel) - Detektiv Conan-Kinofilm: Das Komplott über dem Ozean (Hironari Kusaka) - Ghost in the Shell (Togusa) - Ghost in the Shell 2: Innocence (Togusa) - Highlander – Die Macht der Vergeltung (Marcus Octavius) - Hashire Melos! (Melos) - Kidō Senkan Nadeshiko – The Prince of Darkness (Hokushin) - Memories (Miguel) - Millennium Actress (Mann mit dem Schlüssel) - Ninja Scroll (Jūbei Kibagami) - Paprika (Osanai Morio) - Pokémon Kinofilme - Pokémon – Der Film (Mew) - Pokémon 2 – Die Macht des Einzelnen (Lugia) - Pokémon 3 – Im Bann des Unbekannten (David) - Pokémon 4 – Die zeitlose Begegnung (Hunter) - Pokémon Heroes – Der Film (Rosshi) - Pokémon 6 – Jirachi: Wishmaker (Butler) - Pokémon 7 – Destiny Deoxys (Professor Lund) - Pokémon 8 - Lucario und das Geheimnis von Mew (Sir Aaron) - Pokémon 9 – Pokémon Ranger und der Tempel des Meeres (Jack Walker) - Pokémon 10 – Palkia vs. Dialga vs. Darkrai (Baron Alberto) - Sakura Taisen – Katsudō Shashin (Brent Furlong) - Sword of the Stranger (Rarō) - Tokyo Godfathers (Taxifahrer) - Vampire Hunter D: Bloodlust (Meier Link) - Venus Wars (Jeff) - Wonderful Days (Shua) - X (Sorata Arisugawa) Ausländische Produktionen - Aladdin (Dschinni) - Aladdin (Zeichentrickserie) (Dschinni) - Aladdin und der König der Diebe (Dschinni) - Arielle, die Meerjungfrau (Sebastian) - Arielle, die Meerjungfrau 2 – Sehnsucht nach dem Meer (Sebastian) - Avalon – Spiel um dein Leben (Stunner) - Die Schöne und das Biest (1991) (Biest) - Disney's House of Mouse(Donald Duck, Mike the Microphone, Mushu, Genie, Beast) - Donkey Kong Country (Donkey Kong) - DuckTales (Donald Duck, Burger Beagle, Bebop Beagle) - Lilo & Stitch (Stitch) - Lilo & Stitch 2 – Stitch völlig abgedreht (Stitch) - Lilo & Stitch: The Series (Stitch) - Mulan (Mushu) - Shrek – Der tollkühne Held (Esel) - Shrek 2 – Der tollkühne Held kehrt zurück (Esel) - Shrek der Dritte (Esel) - Tiny Toon Abenteuer (Plucky Duck) Dorama - Aikotoba wa Yūki (Chikō Keno) - Hikeshi Ya Komachi (Higashi Mama) - Jyoshiana Icchokusen! - Kiteretsu Daihyakka (Eisuke Kite) - Koinu no Waltz (Katsuyuki Imai) - Psycho Doctor (rikiishi) - Shanhai Typhoon - shikaotoko awoniyoshi (Deer (voice)) - Yoishyo no Otoko (Shinya Matsunaga, Narrator) Film - 20th Century Boys Chapter 2: Saigo Kibō (Konchi (Yūichi Konno)) - Godzilla, Mothra and King Ghidorah - Giant Monsters All-Out Attack (TV producer) - Godzilla – Final Wars (Narrator) - Godzilla vs. Megaguirus (Yama-chan) - Minna no Ie (Kikuma Aonuma) - Talking Head (Ōtsuka (voice)) - The Uchōten Hotel ("Dabudabu" Duck (voice)) - Yatterman (Narration, Yatter-Wan (voice), Odatebuta (voice)) |